# Партия возрождения России
Политическая партия «Па́ртия Возрожде́ния Росси́и» (ПВР) — российская официально зарегистрированная политическая партия, основанная бывшим председателем Госдумы Геннадием Селезнёвым, созданная 7 сентября 2002 года. Ранее с 2000 года носившая название Общероссийское общественное движение «Россия», которое находилось до 2002 года в составе КПРФ. В 2008 году партия была распущена; 26 октября 2012 на съезде движения Россия вновь восстановлена и 28 мая 2013 года вновь зарегистрирована.

## История
15 июля 2000 года учреждено Общероссийское общественное движение «ООД „Россия“», в составе движения была Партия самоуправления трудящихся. На региональных выборах имела депутатов в Свердловской области и Хакасии. Председателем движения избран член ЦК КПРФ, председатель Госдумы Геннадий Селезнёв.
7 сентября 2002 года, в ходе раскола с КПРФ на базе движения «Россия» была учреждена Партия возрождения России под председательством Геннадия Селезнёва. 29 октября 2002 зарегистрирована Министерством юстиции.
7 декабря 2003 года на выборах в Государственную думу 4-го созыва участвовала в блоке с Российской партией жизни, получив в итоге 1,14 млн голосов (1,88 %, 9-е место). По одномандатным округам депутатами были избраны Геннадий Селезнёв и Антон Баков.
Одновременно с думскими выборами 7 декабря 2003 партия выдвигала кандидатов на региональных выборах в 5 регионах (Ингушетия, Кабардино-Балкария, Калмыкия, Волгоградская, Вологодская, Ульяновская области), но ни в одном не добилась успеха.
В 2004 году партия единственный раз в своей истории преодолела пятипроцентный барьер на выборах в думу Свердловской области. Лидер списка — Антон Баков.
В 2005 году партия безуспешно участвовала в выборах в Белгородскую областную думу в блоке с «Патриотами России» и Народной партией РФ.
В начале ноября 2006 на веб-сайте Партии социальной справедливости (ПСС) было размещено сообщение о том, что ПСС ведёт «интенсивные переговоры об объединении» с Народной партией РФ, Партией возрождения России и «Патриотами России».
2 декабря 2007 года, на выборах в Государственную думу 5-го созыва самостоятельно партия не участвовала, хотя имела на это право. Лидер ПВР Геннадий Селезнёв был включён в первую тройку партийного списка партии «Патриоты России», вынужденно прекратив членство в ПВР. Новым председателем ПВР избран председатель политсовета Георгий Пряхин. На выборах «Патриоты России» не прошли в парламент, получив 0,89 %.

## Роспуск
29 июля 2006 года в Москве прошёл съезд новой партии «Патриотические силы. За Родину», созданной на основе структур Российского союза ветеранов Афганистана (РСВА). Председателем новой партии был избран зампред РСВА Владимир Костюченко. Однако зарегистрироваться самостоятельно партии не удалось, и она решила повторить попытку по договоренности с руководством ПВР, опираясь на её структуры.
26 января 2007 года в Москве прошёл IV съезд ПВР, который переименовал партию в «Патриотические силы. За Родину» и избрал её сопредседателями Геннадия Селезнёва и Владимира Костюченко. Однако Федеральная регистрационная служба (ФРС) итоги съезда и принятые на нём решения не признала. Причина — съезд был созван через 4 года и 4 месяца после предыдущего III съезда. А по закону срок полномочий руководящих органов партии не может превышать 4 года — следовательно его некому было созвать: с 7 сентября 2006 года у партии, по мнению ФРС, нет законных руководителей.
В итоге к мартовским региональным и декабрьским думским выборам партия оказалась в парализованном состоянии: новое её название и новое руководство ФРС не признавала, а полномочия старого руководства истекли в сентябре 2006, так что новый съезд она собрать тоже не могла. ФРС включала партию в официальные списки потенциальных участников мартовских и декабрьских выборов, но это было чистой формальностью.
25 сентября 2007 решением Центризбиркома России ПВР была включена (в единственном числе) в список партий, не допущенных к бесплатному эфиру на выборах-2007, как не расплатившаяся за эфир на выборах-2003.
Поучаствовать в достаточном количестве выборов ПВР не смогла из-за отказа Федеральной регистрационной службы зарегистрировать решения её III съезда, прошедшего 26 января 2007 года. Тогда партия выдвинула на выборы парламента объединенного Красноярского края, состоявшиеся 15 апреля 2007 года, список во главе со сторонниками скандально известного предпринимателя Анатолия Быкова. А поскольку на съезде были переизбраны руководящие органы партии, ПВР попала в тупиковую ситуацию, оставшись без легитимного руководства, так как на декабрьских выборах 2007 года в Госдуму Геннадий Селезнёв вышел из партии, чтобы получить возможность выдвинуться депутатом по списку «Патриотов России».
9 сентября 2008 года лишена регистрации решением Верховного Суда РФ. По закону, чтобы сохранять статус официально признанной организации, российские партии должны в течение пяти лет принять участие либо в одних федеральных выборах, либо в пятой части региональных кампаний, либо в муниципальных выборах более чем в половине регионов. Кроме того, требованиям закона не соответствовал и численный состав партии — в последние годы у неё было менее необходимых 50 тысяч членов.
На 2007 год, численность партии — 54 313 человек (61 региональное отделение). 9 сентября 2008 года самораспустилась, призвав своих сторонников и членов войти в партию Патриоты России, параллельно продолжив свою деятельность в рамках своего Общероссийского общественного движения ООД «Россия», которое параллельно существовало с партией ПВР.

## Возрождение
26 октября 2012 года состоялся VI съезд Общероссийского общественного движения ООД «Россия» на котором движение вновь было преобразовано в политическую партию «Партия Возрождения России», председателем избран лидер движения Россия Геннадий Селезнёв возглавлявший партию до её роспуска. 28 мая 2013 года Минюст зарегистрировал партию. Согласно официальной программе, партия идеологически выступает за демократический социализм.

## Дальнейшая деятельность
19 июля 2015 года скончался основатель и председатель партии Геннадий Селезнёв, исполняющим обязанности стал председатель Президиума Центрального Совета партии, председатель «Российского Национального Комитета по Черноморскому сотрудничеству» Виктор Архипов.
26 июня 2016 года, новым лидером партии был избран глава Холдинга «Социум» Игорь Рауфович Ашурбейли, который обеспечил содержание и финансирование партии и движения «Россия».
В сентябре 2018 года на всеобщих выборах города Якутска главой городского округа была избрана Сардана Авксентьева с результатом 39,98 % которая, будучи беспартийной, выдвигалась от Якутского регионального отделения политической партии «Партия возрождения России». При этом стоить отметить, что дальнейшее сотрудничество Сарданы Авксентьевой с партией фактически прекратилось, вскоре мэр города Якутска вступила в состав сторонников партии «Единая Россия», объяснив свой поступок желанием принести больше пользы городу.
В 2019 году партия подала документы на выборы в Парламент Карачаево-Черкесия, однако избирком отказал партии в регистрации.
В июне 2020 года, по инициативе лидера ПВР Игоря Ашурбейли, была создана левоцентриская коалиция «Победа» в которую вошли десяток непарламентских партий: «Партия Родителей Будущего», Российский общенародный союз, «Возрождение аграрной России», «Народ против коррупции», «Интернациональная партия России», «Народно-патриотическая партия России — Власть Народу», «Партия Малого Бизнеса России», «Партия добрых дел». В ноябре новым членом коалиции стала «Партия социальной защиты». В декабре в коалицию вошла Российская экологическая партия «Зелёные».
Заработная плата в центральном исполкоме «Партии возрождения России», из средств Холдинга «Социум» для руководства центрального аппарата составила от 80 до 200 тысяч рублей, в который вошла руководитель аппарата Марина Воронова, заместитель Кирилл Дзюбенко, советник руководителя аппарата Сергей Ерофеев, руководитель по СМИ Сергей Бухаров. Сам исполком партии расположился на этаже холдинга «Социум» на Ленинградский проспект, дома 80, корп 16, подъезд 3. По итогам Выборов 2020 партия выдвинула партийные списки в Законодательные собрания Челябинской, Рязанской, Костромской, Воронежской, Новосибирской, Белгородской областей, Республики Коми. Однако избирательные комиссии отказали партии и членам коалиции в регистрации, забраковав представленные в избиркомы подписи. Верховный суд оставил решение без изменений.
В 2021 году в единый день голосования 19 сентября 2021 года партия сосредоточилась на выборах в Законодательное собрание Нижегородской области, однако избирательная комиссия области, забраковала представленные подписи, отказав партии в регистрации.
В 2024 году партия выдвинула двух кандидатов на выборы в Мосгордуму: Михаила Бутримова в 18 округе и Эрику Яблокову в 38 округе.

## Союзники
| - Патриоты России (2006—2008 год) - Народный союз (2006—2008 год) - Партия социальной справедливости (2006—2008 год) | - Российская партия жизни (2003 год) - КПРФ (2000—2002 год) |